# Jan Feliks Szaniawski
Jan Feliks Szaniawski z Szaniaw herbu Junosza (ur. ok. 1677 roku – zm. 17 grudnia 1733 roku) – biskup rzymskokatolicki, biskup pomocniczy lwowski w latach 1717–1725, biskup diecezjalny chełmski w latach 1725–1733, archidiakon lwowski w 1721 roku, kanonik kapituły katedralnej lwowskiej w latach 1710–1728.

## Życiorys
Święcenia kapłańskie przyjął 22 maja 1713. Sprawował funkcję opata wąchockiego.
Nominację na biskupa wraz z powierzeniem mu obowiązków biskupa pomocniczego archidiecezji lwowskiej otrzymał 12 kwietnia 1717.
29 stycznia 1725 został biskupem diecezjalnym diecezji chełmskiej. W związku z pełnionym urzędem przypadł mu tytuł kanclerza Akademii Zamojskiej. Uporządkował sprawy majątkowe i gospodarcze diecezji. Zajmował się też literaturą, której bogaty zbiór posiadał we własnej bibliotece, przekazanej później zapisem testamentowym reformatom z Zamościa.
W 1729 został mianowany przez Augusta II Mocnego biskupem diecezjalnym wileńskim, lecz kapituła sprzeciwiła się kategorycznie jego kandydaturze, ponieważ nie był Litwinem.
W 1728 konsekrował kościół Św. Józefa i Niepokalanego Poczęcia NMP w Józefowie, a w 1733 kościół Kapucynów w Lublinie. Tuż przed śmiercią na elekcji w 1733, wygłosił kazanie w kolegiacie św. Jana w Warszawie. Był członkiem konfederacji generalnej zawiązanej 27 kwietnia 1733 roku na sejmie konwokacyjnym. W czasie elekcji w 1733 jako deputat małopolski podpisał pacta conventa Stanisława Leszczyńskiego.
Został pochowany w kryptach kościoła reformatów pw. św. Katarzyny w Zamościu.